# Credo (The Human League)
Credo è il nono album del gruppo inglese The Human League, pubblicato dalla Wall of Sound nel 2011.

## Tracce
1. Never Let Me Go (Barton/Honer/Gosling/Oakey)
2. Night People (Robert Barton, Philip Oakey)
3. Sky (Barton, Oakey)
4. Into the Night (Barton, Oakey)
5. Egomaniac (Barton, Oakey)
6. Single Minded (Barton, Oakey)
7. Electric Shock (Barton/Honer/Gosling/Oakey)
8. Get Together (Barton, Oakey)
9. Privilege (Barton, Oakey)
10. Breaking the Chains (Barton, Oakey)
11. When the Stars Start to Shine (Barton, Oakey)